# Peroxydisulfuryldifluorid
Peroxydisulfuryldifluorid ist eine anorganische chemische Verbindung aus der Gruppe der Peroxide.

## Gewinnung und Darstellung
Peroxydisulfuryldifluorid kann durch die Reaktion von Schwefeltrioxid mit Fluor in Gegenwart von Silber(II)-fluorid oder durch Elektrolyse von Fluorschwefelsäure gewonnen werden.
{\displaystyle {\ce {2 SO3 + F2 -> S2O6F2}}}
Ebenfalls möglich ist die Darstellung durch Reaktion von Chrom(V)-fluorid mit Schwefeltrioxid
{\displaystyle {\ce {CrF5 + 5 SO3 -> S2O6F2 + Cr(SO3F)3}}}
oder durch die Reaktion zwischen Fluorschwefelsäure und Dioxygenylhexafluorarsenat.
{\displaystyle {\ce {2HSO3F + 2[O2][AsF6] -> S2O6F2 + 2O2 + 2AsF5 + 2HF}}}

## Eigenschaften
Peroxydisulfuryldifluorid ist eine farblose Flüssigkeit mit unangenehmem Geruch, die durch Wasser hydrolysiert wird, wobei Sauerstoff und Fluorschwefelsäure entstehen. Die Verbindung kann organische Materialien bei Kontakt entzünden.

## Verwendung
Peroxydisulfuryldifluorid kann zur Herstellung von Fluorosulfaten verwendet werden. Es ist ein starkes Oxidationsmittel und kann für die Oxidation von Edelmetallen (Ag, Au, Re, Pt, Os, Rh) zu den Salzen der Fluorschwefelsäure verwendet werden.